# Folicana saltata
Folicana saltata är en insektsart som beskrevs av Freytag 1979. Folicana saltata ingår i släktet Folicana och familjen dvärgstritar. Inga underarter finns listade i Catalogue of Life.